# Pavel Ivanovič Merlin
Pavel Ivanovič Merlin (rusko Па́вел Ива́нович Ме́рлин), ruski general, * 1769, † 1841.
Bil je eden izmed pomembnejših generalov, ki so se borili med Napoleonovo invazijo na Rusijo; posledično je bil njegov portret dodan v Vojaško galerijo Zimskega dvorca.

## Življenje
Pri 10 letih je vstopil v 2. topniški polk. 20. julija 1784 je bil kot bajonetni kadet premeščen v Bombardirski polk, s katerim se je udeležil rusko-švedske vojne 1788–1790. 17. januarja1807 je bil povišan v polkovnika zaradi zaslug v kampanjah letah 1805 in 1807. Istega leta je bil ranjen v boju, zajet, a je bil izpuščen v mesecu dni.
Leta 1808 se je bojeval na Finskem. Pred pričetkom patriotske vojne leta 1812 je postal poveljnik 2. rezervne artilerijske brigade. 26. decembra istega leta ga je car Aleksander I. povišal v generalmajorja.
Po vojni je postal artilerijski poveljnik 5. pehotnega korpusa. Upokojil se je 24. decembra 1835.